# Light Up the World
「Light Up the World」はアメリカのテレビ番組『glee/グリー』の出演者による歌。曲はサウンドトラック8枚目となる『Glee: The Music, Volume 6』に収録されている。作詞は番組の音楽プロデューサーのアダム・アンダース、スウェーデン人ポップ・ミュージック作曲家のマックス・マーティンとピアー・アストーム、サヴァン・コテッカとヨハン・シュースターが務めた。作曲はアンダースとマーティンが務めた。

## チャート
| チャート (2011年度)                | 最高 順位 |
| ---------------------------------- | --------- |
| オーストラリア (ARIA)              | 78        |
| カナダ (Canadian Hot 100)          | 26        |
| フランス (FRA)                     | 188       |
| アイルランド (IRMA)                | 46        |
| イギリス (Official Charts Company) | 48        |
| アメリカ Billboard Hot 100         | 33        |